# Yi Ik
Yi Ik (* 18. Oktober 1681; † 17. Dezember 1763) war ein koreanischer Politiker und Ökonom der Joseon-Dynastie, der den Pinselnamen Seongho nutzte.

## Leben
Yi Ik gilt als ein neokonfuzianischer Philosoph und Denker. Er war Mitglied der Sarim-Partei Nam-in (남인 南人).

## Werke (Auswahl)
- Yi Ik, Sôngho sasôl, 2 Bände, Seoul : Kyônghûi ch'ulp'ansa, 1967.
- Yi Ik, Sôngho sasôl, 2 Bände, Reprint, Seoul : Kyôngin munhwasa. 1970.
- Yi Ik, Sôngho sônsaengjip, 2 Bände, Reprint, Seoul : Kyôngin munhwasa. 1974.
- weitere Publikationen[1]